# Santos de Guápiles
La Asociación Deportiva Santos de Guápiles es un club de fútbol costarricense de la ciudad de Guápiles, en la provincia de Limón. Fue fundado en 1961 y juega en la Segunda División de Costa Rica. El club cumplió en el 2011, 50 años de su fundación y desde su incursión en la máxima categoría en 1999, ha logrado dos subcampeonatos nacionales y uno internacional. Estuvo bajo la administración del mexicano Mohamed Morales, exdueño del Veracruz de su país, regresando a manos costarricenses el 14 de enero de 2015.

## Historia

### 1960 - 1980
Corría el año de 1961, Pelé y el maravilloso Santos brasileño visitaron el país para una serie de encuentros ante el Saprissa y el Herediano en la capital tica, en Guápiles se hablaba al mismo tiempo de formar un equipo que diera representación a la zona, el mismo quedó conformado un 10 de noviembre de 1961 y tomó el nombre de Santos en honor al mítico cuadro excampeón intercontinental.
Aunque ya en la zona existían dos equipos (Independiente y Pococí) no fue hasta que en la zona de Toro Amarillo se unificaron una serie de prospectos que encontraron apoyo en los comerciantes de la zona, los valores del futuro decidieron llamarse Santos de ese momento en adelante.
Durante décadas el club se mantuvo en la tercera categoría, no fue sino hasta las temporadas 1972-73, 1974-75, 1975-76 y 1977-78 que fue campeón. Y fue la figura de Cecilio Arias —expresidente de la entidad caribeña— que dio patrocinio y apoyo dirigencial, lo cual llevó al equipo rojiblanco a la segunda división en 1976. Ese mismo año desciende nuevamente a la Tercera División.

### 1980 - 1990
En 1980 la asociación caribeña deja la Federación de Fútbol y se inscribe en COFA (Comisión Organizadora de Fútbol Aficionada), también conocida como la liga aficionada no rentada. Y ese mismo año es subcampeón por la Región de Pococí. Esto le da el derecho de subir a la Segunda División en 1981.
En el Campeonato de Primera División por ACOFA 1982 son monarcas representando a la provincia de Limón de lo que sería ANAFA.
Las cosas cambiaron dramáticamente al entregársele de manera momentánea el club al Comité Cantonal de Guápiles, los colores pasaron de blanco y rojo a azul y blanco (colores del cantón).

### 1990 - 2000
El once santista contó con varias transformaciones a lo largo de los años y algunos de esos cambios tuvieron que ver con el nombre, primero fue A.D. Santos, posteriormente cambió a Santos F.C., luego Pococí 2000. Durante aquel periodo 1996-97 campeonizó por la Segunda División B de ANAFA, y finalmente volvió a ser A.D. Santos; lo anterior por cuanto se realizó el proyecto de que el equipo llegara a la segunda división, pero el Comité Cantonal no continuó y el Santos volvió a manos de una junta directiva.
Tras un par de años en la liga de ascenso el Santos de Guapiles visó su pasaporte a la primera división en una reñida final ante Municipal Liberia en 1999. Con poco tiempo logró consolidarse como uno de los cuadros más regulares del país dando la sorpresa mayúscula el día del debut en agosto de 1999 cuando venció al entonces monarca Saprissa en el estadio morado 2x1.

### SigloXXI
En la temporada 2001-02 alcanza su primer logro, el título de Apertura que le dio el derecho de jugar la final nacional ante la Liga Deportiva Alajuelense (campeón de clausura) la cual perdió con un global de 6-2 en favor de los manudos, por lo que se adjudicó el primer subcampeonato nacional de su historia. Luego, en los siguientes 6 años el Santos de Guapiles, presa de la irregularidad pasó de ser un equipo protagonista a ser uno de media tabla. Tal fue la devacle santista en esa época que terminó desencadenando en el 2008 el descenso a la Segunda División; solo una temporada jugó en segunda ya que inmediatamente logró el ascenso que le dio en el 2009 la oportunidad de regresar nuevamente a la Primera División.
Luego de superar esa dura etapa que llevó al equipo santista a perder la categoría por un año y recobrarla de nuevo, se vendría una nueva etapa de protagonismo en la Institución. Durante los siguientes 3 años el equipo logra llegar a semifinales en 3 ocasiones; en las primeras 2 semifinales los guapileños no pudieron imponerse ante Saprissa en el Torneo de Verano 2010 y Herediano en el Torneo de Invierno 2010; ante los florenses la serie se definió por "ventaja deportiva" y el once santista estuvo a muy pocos minutos de clasificarse a la gran final.
Pero la tercera fue la vencida. Con la llegada de Jorge Caamaño como Gerente General y bajo el mando del entrenador uruguayo César Eduardo Méndez, Santos logra eliminar al Saprissa en semifinales y llega a la gran final del Torneo de Verano 2012 de forma sorpresiva. Sin embargo, en la gran final cayó ante el Herediano por marcadores de 4-2 y 1-2, por lo que el equipo santista se adjudicó el segundo y último subcampeonato de su historia. César Eduardo Méndez fue reconocido como el mejor técnico de ese torneo en los premios otorgados por la UNAFUT.
Después del subtítulo obtenido, Mario Torres dejó la presidencia y el presupuesto se redujo considerablemente, pasando a obtener un 5.º puesto en el siguiente certamen, a un par de puntos de la clasificación a semifinales. Posteriormente se dio la renuncia de Méndez y su asistente, el argentino Gustavo Martínez, se quedó con el equipo consiguiendo pésimos resultados que llevaron al Santos al penúltimo lugar del Torneo de Verano 2014, en medio de la transición por la llegada de una nueva administración con inversión desde México.
En el mes de febrero del 2014 se da a conocer la venta del equipo a un grupo de inversionistas mexicanos, liderados por Mohamed Morales, quién anteriormente tuvo en su poder al Tiburones de Veracruz en el 2008, con el cual fracasó y luego intentó llevar un equipo ya sea de Primera o de Segunda División a Acapulco, el cual todavía está en veremos. La propuesta con el equipo caribeño estaba basada en meterle fondos a las divisiones menores, y explotar el material humano de la zona del Caribe para posteriormente vender jugadores al exterior. Con la nueva administración llegaron los mexicanos Francisco Kikin Fonseca, Antonio Hulk Salazar y el nuevo técnico del equipo Enrique Maximiliano Meza Salinas como parte de los primeros movimientos fuertes que comenzó a hacer el grupo inversionista.
Después de un decepcionante Torneo de Invierno 2014 con un 9.º lugar por debajo de las expectativas por tener un gran plantel y extranjeros de renombre como el chileno Ismael Fuentes, la dirigencia anunció la partida de Enrique Meza y el regreso de César Eduardo Méndez a la dirección técnica, con una importante reestructuración del plantel para retomar el protagonismo en el campeonato costarricense y repetir los éxitos de su primera gestión al frente del equipo. Sin embargo, tras el rotundo fracaso cosechado por el grupo de inversionistas mexicanos, el 14 de enero de 2015 la administración del club pasó nuevamente a manos costarricenses.
Tras volver a la administración de la Junta Directiva, el Santos de Guapiles alcanzó un gran torneo y acabó de 2.º en la primera fase del Torneo de Verano 2015, donde clasificó a semifinales, pero cayó eliminado con un global de 2-3 ante un Club Sport Herediano que a la postre acabaría campeón. Posteriormente en el Torneo de Invierno 2015 el Santos de Guapiles se posicionó en el 6.º lugar de la tabla general, lo cual marcaría el inicio de un nuevo período de irregularidad para el equipo.

### Revocación de Licencia
La revocación de la licencia del club Santos de Guápiles por parte del Comité de Licencias de la Federación Costarricense de Fútbol (Fútbol) se debió a inconsistencias financieras y un cambio en la administración, entre otros factores. La decisión impide al equipo participar en la Primera División. 

## Estadio
El Estadio Municipal Ebal Rodríguez Aguilar, propiedad de la Municipalidad de Pococí está situado contiguo a la nueva Terminal de Buses de Guapileños, cuenta con superficie de césped artificial con dimensiones de 103 metros de largo y 68 metros de ancho y una capacidad para 2600 espectadores (según datos de AD Santos Oficial). Desde 2008 se han remodelado las afueras del estadio, la gradería de sombra, palcos, oficinas administrativas y el gimnasio. A mediados del 2018 se crearon nuevas cabinas de televisión en el sector "Sol Sur" y se planea en un futuro aumentar la capacidad del estadio de 2600 a 5000 aficionados (aproximadamente) con la ampliación de la gradería popular, además a finales del 2017 se le mejoró la iluminación para poder realizar nuevamente partidos en horas de la noche de acuerdo con las disposiciones de la Federación Costarricense de Fútbol.

### Fundación del estadio
Allá por el año 1964, Don Rogelio Alvarado, Don Ebal Rodríguez y con la ayuda de otros cofundadores se inició la construcción del estadio, según Don Rogelio se construyó con tucas de madera traídas desde La Roxana de Pococí. “Un señor nos regaló la madera, el Salón Multiuso se hizo con el esfuerzo de la comunidad. Le pedí a un ingeniero del MOPT que me ayudara a construir las graderías, nos regaló unos gaviones (mallas que se llenan con piedras) y no nos sirvió, no era para graderías eso, entonces lo hicimos a nuestra manera”, señaló.
“Sin ingeniero y sin nada hicimos el túnel que comunica a los camerinos con la cancha, la construcción fue una odisea, el pueblo me apoyó siempre

## Uniforme
- Uniforme titular: Camiseta de rayas verticales rojo con blanco, pantalón rojo, medias rojas.
- Uniforme alternativo: Camiseta blanca con raya diagonal roja, pantalón blanco con rojo, medias blancas.

- 2018-2019
- Proveedor:  Eletto Sport

|  |  |

- 2016-2017

|  |

## Afición
El Santos de Guapiles tiene una afición pequeña pero muy alentadora, apoyan en todo momento y poco a poco más gente se va identificando y sumando a este club, principalmente los niños del cantón de Pococí, sin embargo la ciudad de Guápiles y alrededores todavía no ha dimensionado los beneficios de tener un equipo representando al cantón en primera división y no ha terminado de convencerse de que su equipo logre llegar a ser campeón nacional. Se prevé que cuando el Santos logre conquistar su primer campeonato nacional, esta situación cambie y la identificación del pueblo con su equipo se fortalezca y consolide definitivamente.
 Marea Roja 
A su barra organizada se le conoce como la "Marea Roja" y ha sido considerada como una barra modelo en el país por su apoyo incondicional al equipo y la educación y decencia de sus miembros. Inicialmente el Santos de Guapiles destinaba parte de sus recursos económicos en el financiamiento y sostenimiento de la barra. Incluso en el pasado este grupo llegó a tener hasta 500 integrantes que llenaban todos los estadios de fútbol de primera división del país. Sin embargo, debido a que se presentaron algunas situaciones anómalas e ilícitas a lo interno del grupo la Institución Santista decidió retirarle el apoyo económico a la organización, lo que provocó que poco a poco se fuera disolviendo hasta llegar a su desaparición temporal.
Actualmente la "Marea Roja" no se encuentra debidamente conformada. Se han presentado proyectos por parte de aficionados santistas para lograr un relanzamiento como parte del proceso de renovación, reorganización y cambio generacional en sus integrantes, pero todavía no se ha logrado consolidar una agrupación numerosa y permanente que pueda autofinanciarse sin tener que depender de los recursos económicos de la propia institución guapileña. Sin embargo, para muchos aficionados aún queda la esperanza de que en el futuro ya sea con patrocinios, con el apoyo financiero propio o de la Institución Santista la "Marea Roja" pueda volver a llenar estadios como lo hizo en el pasado.

## Datos históricos del club
| - Años en 1ª División: 24 - Debut en 1ª División: Domingo 15 de agosto de 1999, estadio Ricardo Saprissa Aymá: Saprissa 1-Santos 2 - Primer gol Santista en 1ª División: Randall Row Arias (Saprissa ), autogol a favor del Santos. - Primer anotador Santista en 1ª División: Carl Davis. - Primer director técnico del Santos en 1ª División: Ronald Mora Padilla. - Mejor arranque de torneo de 1ª División: Torneo de Apertura 2001: 11 partidos (primera vuelta completa sin perder) entre el 29 de julio y el 21 de octubre del año 2001. - Mejor racha de partidos consecutivos sin perder en 1ª División: Torneo de Clausura 2018: 11 partidos sin perder, entre el 14 de febrero y el 15 de abril del año 2018 // Torneo de Apertura 2019: 11 partidos sin perder, entre el 10 de agosto y el 29 de septiembre del año 2019. - Mejor racha de partidos consecutivos sin perder como local en 1ª División: 18 partidos sin perder, desde el 7 de abril de 2001 hasta el 27 de febrero de 2002. - Mejor racha de victorias consecutivas en 1ª División: Torneo de Verano 2015: 5 victorias consecutivas entre el 5 de abril (Jornada 17) y el 22 de abril (Jornada 21) del año 2015. - Peor racha de derrotas consecutivas en 1ª División: Verano 2014 / Invierno 2014: 10 derrotas consecutivas entre el 23 de marzo y el 20 de agosto del año 2014. - Peor racha de partidos consecutivos sin ganar en 1ª División: Clausura 2024 / Apertura 2024: 13 partidos sin ganar, desde el 5 de mayo hasta el 18 de septiembre de 2024. - Mayor goleada conseguida en 1ª División como local: 30 de abril del 2022: Santos 6 - Guadalupe 0 - Mayores goleadas conseguidas en 1ª División como visitante: 17 de septiembre de 2000: Carmelita 0 - Santos 5 // 28 de febrero de 2016: Carmelita 0 - Santos 5 // 28 de noviembre de 2021: Guadalupe 0 - Santos 5 - Mayores goleadas recibidas en 1ª División como local: 22 de agosto de 1999: Santos 0 - Alajuela 4 // 11 de marzo de 2006: Santos 0 - Brujas 4 // 22 de noviembre de 2015: Santos 0 - Saprissa 4 // 30 de enero de 2019: Santos 1 - San Carlos 5 // 14 de enero de 2023: Santos 1 - Alajuela 5 - Mayor goleada recibida en 1ª División como visitante: 24 de septiembre de 2016: Heredia 7 - Santos 0 - Mayor goleada conseguida en Liga Concacaf: 1 de agosto de 2017: Santos 6 - 2 San Juan Jabloteh - Mayor goleada recibida en Copa Interclubes Uncaf: 23 de octubre de 2002: Santos 0 - 3 Comunicaciones - Mejor puntuación en tabla general acumulada de 1ª División: Temporada 2017-2018: 79 puntos (3.ª posición) - Mejor posición en tabla general acumulada de 1ª División: Temporada 2001-2002: 2.ª posición (76 puntos) - Peor puntuación en tabla general acumulada de 1ª División: Temporada 2007-2008: 12.ª posición con 31 puntos (descendido a 2.ª División). - Último descenso a 2ª División: 4 de mayo de 2008 (Santos 1 - Liberia 1 ) - Último ascenso a 1ª División: 7 de junio de 2009 (Barrio México 2 - Santos 1, el equipo guapileño ascendió con un global de 4 a 3 ). - Máximos goleadores de la Institución: Cristhian Lagos Navarro: 65 goles// Starling Matarrita: 43 goles // Javon East: 42 goles // - Jugador Santista con más títulos de goleo en 1ª División: Cristhian Lagos Navarro, con 2 títulos de goleo (Verano 2012 / Invierno 2012 ). - Primer anotador Santista en una cuadrangular final de 1ª División: Eder Solórzano. - Goleador Santista en Torneos de Copa: José Carlos Pérez (4 goles). - Jugador Santista con más partidos en 1ª División: Juan Diego Madrigal (308 partidos). - Extranjero con más goles anotados: Javon East: (42 goles) - Extranjero con más partidos en Primera División: Gustavo Martínez Rocha (185 partidos) - Jugador Santista más joven en debutar en Primera División: Glen Casanova (15 años y 5 meses) - Director Técnico con más juegos dirigidos en Primera División: Johnny Cháves Arias (236 partidos). - Directores Técnicos con más juegos dirigidos en Torneos de Copa: César Eduardo Méndez: (4 partidos) // Johnny Cháves Arias (4 partidos). - Director Técnico con más campeonatos ganados en Primera División: - Directores Técnicos con más campeonatos ganados en 2ª División: Luis Antonio Chang Valerín: 1 ascenso (1999) // Oscar Ramírez Hernández: 1 ascenso (2008). |

### Participaciones internacionales
| Competencia                          | Edición          |
| ------------------------------------ | ---------------- |
| Copa Interclubes UNCAF (1)           | 2002             |
| Liga Concacaf (3)                    | 2017, 2018, 2021 |
| Copa de Campeones de la Concacaf (1) | 2022             |

## Jugadores

### Transferencias Clausura 2025
| Altas   | Altas    | Altas       | Altas | Altas |
| Jugador | Posición | Procedencia | Tipo  |       |
| ------- | -------- | ----------- | ----- | ----- |

### Bajas
| Bajas                   | Bajas         | Bajas                               | Bajas           | Bajas |
| Jugador                 | Posición      | Destino                             | Tipo            |       |
| ----------------------- | ------------- | ----------------------------------- | --------------- | ----- |
| Miguel Ajú              | Portero       | Asociación Deportiva Sarchí         | Fin de contrato |       |
| Darryl Parker           | Portero       | Real Estelí                         | Fin de contrato |       |
| Alejandro Barrientos    | Portero       | Club Sport Uruguay de Coronado      | Fin de contrato |       |
| Iker Sanabria           | Portero       | Santa Ana Fútbol Club               | Fin de contrato |       |
| Manjrekar James         | Defensa       | Liga Deportiva Alajuelense          | Fin de préstamo |       |
| Miguel Basulto          | Defensa       | Ranger's Futbol Club                | Fin de contrato |       |
| Yordy Obando            | Defensa       | Limón Black Star                    | Fin de contrato |       |
| Emanuel Salazar         | Defensa       | Liga Deportiva Alajuelense          | Fin de préstamo |       |
| Armando Ruíz Cole       | Defensa       | Sporting Football Club              | Fin de contrato |       |
| Adán Clímaco            | Defensa       | Municipal Pérez Zeledón             | Fin de contrato |       |
| Walter Cortés           | Defensa       | Club Sport Herediano                | Fin de contrato |       |
| Jean Carlo Agüero       | Defensa       | Asociación Deportiva San Carlos     | Fin de contrato |       |
| Jordy Evans             | Defensa       | Santa Ana Fútbol Club               | Fin de contrato |       |
| Kendrick Enríquez       | Defensa       | Santa Ana Fútbol Club               | Fin de contrato |       |
| Jefferson Ramírez       | Defensa       | Asociación Deportivo Rosario        | Fin de contrato |       |
| Deylan Aguilar          | Mediocampista | Liga Deportiva Alajuelense          | Fin de préstamo |       |
| Isaac Salas             | Mediocampista | Jicaral Sercoba                     | Fin de contrato |       |
| Gustavo Méndez          | Mediocampista | Municipal Pérez Zeledón             | Fin de préstamo |       |
| Jackson Matarrita Araya | Mediocampista | Asociación Deportiva Cariari Pococí | Fin de préstamo |       |
| Freed Cedeño            | Mediocampista | Inter de San Carlos                 | Fin de contrato |       |
| Kenneth Cerdas          | Mediocampista | Deportivo Malacateco                | Fin de contrato |       |
| Randy Chirino           | Mediocampista | AD Ramonense                        | Fin de contrato |       |
| Davies Paniagua         | Mediocampista | Asociación Deportiva Cariari Pococí | Fin de contrato |       |
| Berny Burke             | Mediocampista | Santa Ana Fútbol Club               | Fin de contrato |       |
| Marvin Chinchilla       | Delantero     | Quepos Cambute FC                   | Fin de contrato |       |
| Ariel Arauz             | Delantero     | Sporting Football Club              | Fin de préstamo |       |
| Francisco Rodríguez     | Delantero     | Club Sport Herediano                | Fin de préstamo |       |
| Julen Cordero           | Delantero     | FC Samtredia                        | Fin de contrato |       |
| Juan Villalobos         | Delantero     | Monagas Sport Club                  | Fin de contrato |       |
| Cristian Zúñiga         | Delantero     | Veraguas United FC                  | Fin de contrato |       |
| Yamil Leal              | Delantero     | Inter de San Carlos                 | Fin de contrato |       |

## Entrenadores
| - Luis Chang (1998-1999) - Ronald Mora (1999-2002) - Victorino Quesada (2003-2004) - Juan Diego Quesada (2004–2005) - Daniel Casas (2005–2006) - Vladimir Quesada (2006–2007) - Milton Morales (2007) - Ronald Mora (2007-2008) - Marvin Solano (2008-2009) - Óscar Ramírez (2009) - Rónald Gómez (2010) - Henry Duarte (2010-2011) | - Gustavo Martínez (interino) (2011) - Marvin Solano (2011) - Gustavo Martínez (interino) (2011) - César Eduardo Méndez (2012-2013) - Gustavo Martínez (2013-2014) - Enrique Meza Jr. (2014) - César Eduardo Méndez (2014–2015) - Johnny Chaves (qdDg) (2015-2020) - Luis Marín Murillo (2020-2021) - Erick Rodríguez (qdDg) (2021-2022) - Randall Row (2023) - Breansse Camacho (2024) - Gustavo Martínez (interino) (2024) - Argenis Fernández (interino) (2024) - Julio César Dely Valdés (2024) - Argenis Fernández (interino) (2024) - Randall Row (2024) - Walter Centeno (2024 - 2025) |

## Resumen de logros y Palmarés
Entre sus logros, cuenta con 2 subcampeonatos de la Primera División de Costa Rica. El primer subtítulo lo consiguió en la temporada 2001-2002 después de ganar el Torneo de Apertura, lo que le dio el derecho de jugar la gran final ante el campeón de clausura Liga Deportiva Alajuelense la cual perdió con un marcador global de 6 a 2 a favor de los manudos. Una década más tarde obtuvo su segundo subcampeonato después de perder la final del Torneo de Verano 2012 ante el Club Sport Herediano con un marcador global de 6 a 3 a favor de los florenses. El palmarés del Santos de Guapiles es el siguiente:
- Liga Concacaf (Internacional):

Sub-Campeón 2017.
- Primera División de Costa Rica (1ª División):

Sub-Campeón 2001-2002, Verano 2012.
- Segunda División de Costa Rica (2ª División): 2

1998-99, 2008-09
- Liga Nacional de Fútbol Aficionado (3ª División):

Campeón de Primera División ANAFA ANAFA (1): 1996-97 (Como Pococí 2000)
Campeón de Primera División de ACOFA (1): 1982
Campeón de Tercera División de CONAFA Limón (4): 1972, 1974, 1975, 1977
- Liga Menor:  [20]

Juvenil Alto Rendimiento:
3 Campeonatos Nacionales: 2003-2004, 2013, 2014.
4 Subcampeonatos Nacionales: 2001-2002, 2004-2005, 2007-2008, Verano 2012.
Copa Prospectos:
U-15
 1 Subcampeonato Nacional: 2003-2004.
U-11
1 Campeonato Nacional: Invierno 2015.
2 Subcampeonatos Nacionales: Verano 2009, Verano 2015.
U-10
1 Subcampeonato Nacional: Verano 2012.

## Rivalidad
Su mayor rivalidad es con Limón, con quien disputa el Derbi del Caribe, además de protagonizar enfrentamientos muy reñidos contra el Club Sport Cartaginés durante los últimos años en definiciones importantes.
Actualizado al 2 de septiembre de 2017.
| Limón (1999-) | 42 | 22 | 10 | 10 | 64 | 45 |

|                 | Santos                                                          | Limón                                                           |
| --------------- | --------------------------------------------------------------- | --------------------------------------------------------------- |
| Primer juego    | 25 de septiembre de 1999, Estadio Juan Gobán (Limón 1:1 Santos) | 25 de septiembre de 1999, Estadio Juan Gobán (Limón 1:1 Santos) |
| Último juego    | 1 de noviembre de 2017, Estadio Juan Gobán (Limón 1:1 Santos)   | 1 de noviembre de 2017, Estadio Juan Gobán (Limón 1:1 Santos)   |
| Máximo goleador | Erick Scott (5)                                                 | Carlos Wanchope (6)                                             |

## Escudos
El Santos de Guápiles desde su fundación en 1961 ha utilizado 3 escudos, hasta el 2011 se caracterizaba por tener un puma y una parte de un balón de fútbol, el mismo con su lema "La fiesta del fútbol". A partir del 2012 con la nueva administración del equipo encabezada por su presidente Mario Torres y el Gerente General Jorge Caamaño tuvieron la iniciativa de hacer una renovación, nueva imagen, nuevos proyectos, nuevas metas, entre ellos un escudo con el lema "Más allá del fútbol" y la fecha de fundación del equipo guapileño; muchos dicen que el diseño tiene una imagen más fresca y moderna al estilo de la MLS, pero lo importante es que fue del agrado de los Santistas.
En la actualidad el nuevo escudo es una versión evolucionada del anterior y mantiene la fecha de fundación del equipo.

### Originales
| Primer Escudo  | Segundo Escudo | Tercer Escudo   |
| -------------- | -------------- | --------------- |
|                |                |                 |
| Década de 1990 | 2000 - 2011    | 2012 - presente |